# Rittersturz-Konferenz

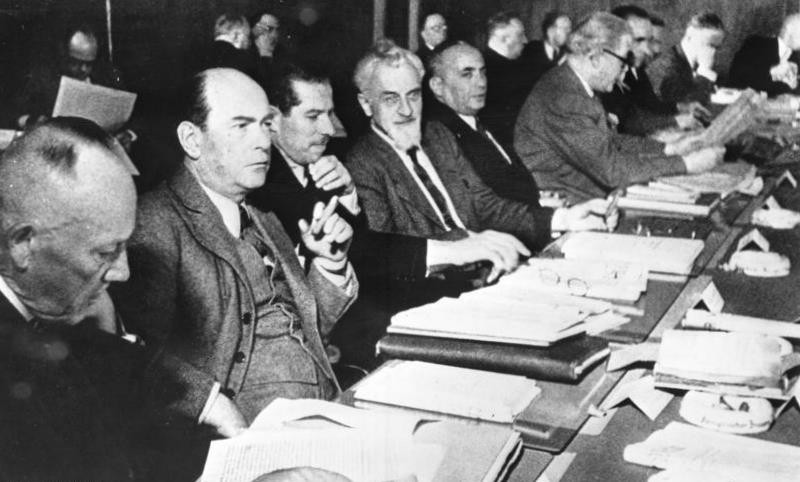
Konferenzteilnehmer von links: Lorenz Bock, Viktor Renner, Franz Suchan, Hermann Lüdemann, Rudolf Katz, Hinrich Wilhelm Kopf, Justus Danckwerts

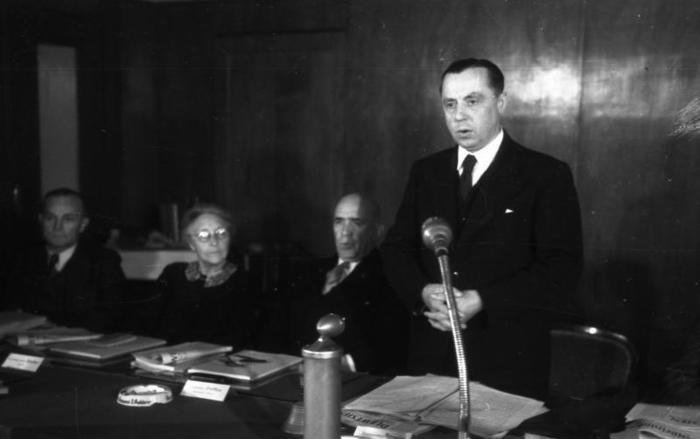
Ministerpräsident Peter Altmeier auf der Rittersturz-Konferenz

Auf der Rittersturz-Konferenz, die vom 8. bis 10. Juli 1948 im Hotel „Rittersturz“ in Koblenz stattfand, berieten die Regierungschefs der in den westlichen Besatzungszonen Deutschlands gebildeten Länder (mit Ausnahme des Saarlands) und die kommissarische Oberbürgermeisterin von Berlin über die Londoner Empfehlungen und die auf ihnen basierenden Frankfurter Dokumente, welche die Gründung eines westdeutschen Staates vorsahen.
Die Frankfurter Dokumente waren den Ministerpräsidenten am 1. Juli 1948 von den Militärgouverneuren der drei westlichen Hauptsiegermächte übergeben worden. Sie empfahlen die Ausarbeitung einer föderalen Verfassung, die von einer verfassungsgebenden Versammlung erarbeitet und von den Westmächten genehmigt werden sollte. Die Ministerpräsidenten antworteten in den „Koblenzer Beschlüssen“ zunächst mit Vorbehalten: Um die Spaltung Deutschlands nicht weiter zu vertiefen und den Anspruch auf eine gesamtdeutsche Lösung aufrechtzuerhalten, wollten sie alles vermeiden, was den vereinigten Westzonen den Charakter eines Staates geben würde. Statt einer Verfassung sollte ein bloßes „Organisationsstatut“ geschaffen werden. Später revidierten sie ihre Haltung und stimmten der Konstituierung eines Weststaates zu, der aber ein Provisorium darstellen sollte. Damit war die Rittersturz-Konferenz einer der ersten Schritte auf dem Weg zum Grundgesetz für die Bundesrepublik Deutschland und zu deren Gründung.

## Vorgeschichte
Die entscheidenden Anstöße für die Gründung der Demokratie in Westdeutschland gingen von den westlichen Besatzungsmächten unter Führung der Vereinigten Staaten von Amerika aus. Die vier Siegermächte hatten mit der Berliner Erklärung vom 5. Juni 1945 die „oberste Regierungsgewalt hinsichtlich Deutschlands“ übernommen, und den Alliierten Kontrollrat gegründet, der für Deutschland als Ganzes zuständig war. Auf Länderebene wurde die deutsche Staatsgewalt in den folgenden Monaten allmählich wiederaufgebaut, die Regierungen der zwischen 1945 und 1947 gebildeten Länder unterlagen aber weiterhin dem Einspruchsrecht der Alliierten. Die Besatzungsherrschaft hatte zwei Ebenen: die gemeinsame des Alliierten Kontrollrats in Berlin und die der vier Besatzungszonen, die jeweils einem Militärgouverneur unterstanden. Der Abstimmung auf internationaler Ebene sollte die ständige Außenministerkonferenz der vier Siegermächte dienen. Als 1947 zwei dieser Konferenzen in Moskau und London keine Einigung in der Deutschlandfrage brachten, wurde auch der Kontrollrat ineffektiv.
Ohne gemeinsame Instanz vertiefte sich die Kluft zwischen der sowjetisch besetzten und den drei Westzonen, während diese schrittweise gemeinsame Strukturen herausbildeten. Bereits zum 1. Januar 1947 hatten Amerikaner und Briten ihre Besatzungsgebiete zur Bizone vereinigt. Schließlich ergriffen die USA die Initiative, um die wirtschaftliche und politische Integration aller drei Westzonen voranzutreiben. Auf der Londoner Sechsmächtekonferenz, die Ende Februar 1948 in London begann, erreichten sie den Beitritt des französischen Besatzungsgebiets zur nunmehr so genannten Trizone und setzten sich gegen den anfänglichen Widerstand Frankreichs mit ihrer Forderung nach der Gründung eines westdeutschen Staats durch. Die Konferenz erarbeitete konkrete Pläne, um, wie es im ersten Kommuniqué vom März 1948 hieß, „eine Grundlage für die Beteiligung eines demokratischen Deutschlands an der Gemeinschaft der freien Völker zu schaffen“. An der Konferenz waren die USA, Großbritannien, Frankreich und die Benelux-Staaten beteiligt.
Am 7. Juni 1948 verabschiedete die Londoner Konferenz ihr Schlusskommuniqué, die „Londoner Empfehlungen“. Sie enthielten den Auftrag an die Militärgouverneure der Trizone, die westdeutschen Ministerpräsidenten mit der Einberufung einer verfassungsgebenden Versammlung zur Beratung und Ausarbeitung einer demokratischen und föderalen Verfassung zu beauftragen. Diese Verfassung sollte den Besatzungsbehörden zur Genehmigung vorgelegt und anschließend in einer Volksabstimmung von mindestens acht der elf Länder gebilligt werden. Am 1. Juli 1948 wurde dieser Auftrag in Form der „Frankfurter Dokumente“ von den drei westlichen Militärgouverneuren den Ministerpräsidenten der drei Westzonen übergeben. Neben dem Auftrag zur Erarbeitung der Verfassung enthielten sie das Ersuchen, gegebenenfalls Änderungen der Ländergrenzen vorzuschlagen, und die Grundlinien für ein zu erarbeitendes Besatzungsstatut: Die Besatzungsmächte wollten sich darin die Wahrnehmung der auswärtigen Beziehungen, die Kontrolle über den Außenhandel, die Gewährleistung der grundlegenden Bestimmungen des Potsdamer Abkommens, also Demilitarisierung, Entnazifizierung und Reparationszahlungen, sowie schließlich die Schaffung einer internationalen Ruhrbehörde vorbehalten.
Im Prozess der Übertragung wirtschaftlicher Zuständigkeiten an deutsche Behörden war mit dem Wirtschaftsrat des Vereinigten Wirtschaftsgebietes eine Art von deutscher Wirtschaftsregierung eingesetzt worden. Noch bevor die Regierungschefs der Länder am 8. Juli 1948 zusammenkamen, war die Krise um Berlin entstanden, die direkt nach der Währungsumstellung in den Westzonen begann. Nach dem Bruch zwischen den vier Siegermächten hatte der Alliierte Kontrollrat seine Tätigkeit eingestellt. Diese Ereignisse beeinflussten den Verlauf der Konferenz.

## Die Konferenz

### Einladung
Zur Besprechung lud Peter Altmeier, seit einem Jahr Ministerpräsident von Rheinland-Pfalz, die Länderchefs der westlichen Besatzungszonen in das Berghotel auf dem Rittersturz im damaligen Regierungssitz Koblenz ein; da das außerhalb der Stadt gelegene Gebäude den Krieg unbeschadet überstanden hatte, konnte das Treffen hier relativ leicht organisiert werden und ungestört ablaufen. Die meisten Teilnehmer kamen in Begleitung mehrerer Kabinettsmitglieder.

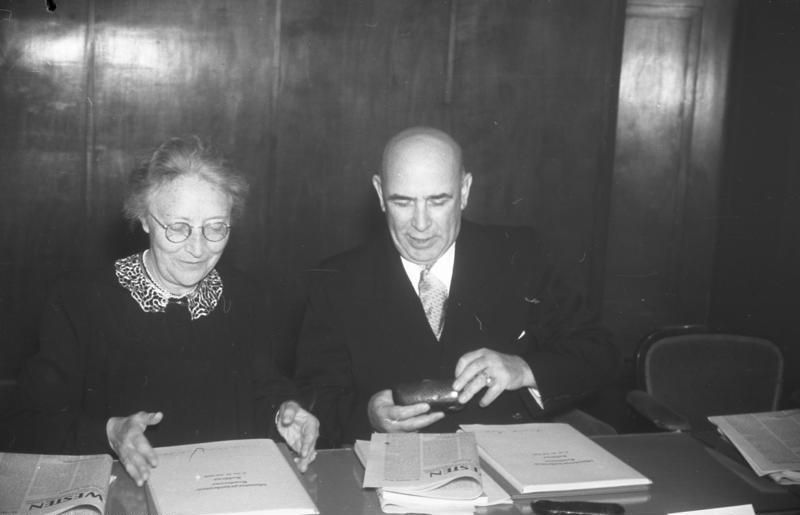
Kommiss. Oberbürgermeisterin von Berlin Louise Schroeder (links) auf dem Berghotel Rittersturz in Koblenz, rechts Jakob Steffan

Auch die kommissarische Oberbürgermeisterin von Berlin Louise Schroeder war demonstrativ eingeladen worden, obwohl Berlin von den Londoner Empfehlungen und Frankfurter Dokumenten nicht betroffen war.

### Teilnehmer
Zwölf Regierungschefs nahmen an den Beratungen teil, in Begleitung politischer und juristischer Berater:
- Leo Wohleb, Staatspräsident von Baden
- Hans Ehard, Ministerpräsident von Bayern
- Wilhelm Kaisen, Bürgermeister von Bremen
- Louise Schroeder, Oberbürgermeisterin von Berlin
- Max Brauer, Erster Bürgermeister von Hamburg
- Christian Stock, Ministerpräsident von Hessen
- Hinrich Wilhelm Kopf, Ministerpräsident von Niedersachsen
- Karl Arnold, Ministerpräsident von Nordrhein-Westfalen
- Peter Altmeier, Ministerpräsident von Rheinland-Pfalz
- Hermann Lüdemann, Ministerpräsident von Schleswig-Holstein
- Reinhold Maier, Ministerpräsident von Württemberg-Baden
- Lorenz Bock, Staatspräsident von Württemberg-Hohenzollern

Maßgeblichen Anteil an den Beratungen hatte der Justizminister und stellvertretende Staatspräsident von Württemberg-Hohenzollern, der sozialdemokratische Staatsrechtler Carlo Schmid. Er machte sich besonders für den provisorischen Charakter der neu zu schaffenden politischen Einheit stark. Die beiden großen Parteien wurden durch Konrad Adenauer, damals CDU-Vorsitzender in der britischen Zone, durch Josef Müller, Vorsitzender der CSU, sowie durch den stellvertretenden Parteivorsitzenden der SPD, Erich Ollenhauer, repräsentiert, der Kurt Schumacher vertrat. An den Verhandlungen nahmen sie jedoch nicht teil.

### Debatte
Die versammelten Politiker betrachteten die Frankfurter Dokumente äußerst kritisch. Der Entwurf des Besatzungsstatuts, der im dritten Frankfurter Dokument enthalten war, schien die Gründung eines Staates mit freiheitlicher Verfassung unmöglich zu machen. Auch um die politische Spaltung Deutschlands, die durch die Gründung eines Weststaates festgeschrieben werden würde, machten sich die Konferenzteilnehmer große Sorgen. Gleichwohl sahen sie aber auch, dass die Dokumente einen ersten Schritt von der Besatzungsherrschaft hin zu politischer Selbstbestimmung darstellten. Die auf dem Rittersturz Versammelten deuteten sie daher als Verhandlungsgrundlage. Die kommissarische Oberbürgermeisterin von Berlin, Louise Schroeder, beschwor die versammelten Ministerpräsidenten, nichts Endgültiges zu beschließen. Diese stimmten zu, wollten aber um der Einheit Deutschlands willen dem Ansinnen weder zustimmen, noch es rückhaltlos ablehnen. Sie hatten durchaus nichts Grundsätzliches dagegen, einen neuen Staat zu gründen, nur sollte der eben nicht so heißen und dürfe nur ein Provisorium darstellen. Die Ministerpräsidenten lehnten daher die Einberufung einer Nationalversammlung ab. Es dürfe keine neue Verfassung erarbeitet werden, sondern nur ein „Grundgesetz“, oder, wie Carlo Schmid es später in seiner Rede vor dem dann gegründeten Parlamentarischen Rat am 8. September 1948 noch vorsichtiger formulierte, lediglich ein „Organisationstatut“.

### Koblenzer Beschlüsse
Ergebnis der Rittersturz-Konferenz waren schließlich die Koblenzer Beschlüsse, die in einer Antwortnote an die Militärgouverneure formuliert wurden. Zu jedem der drei Frankfurter Dokumente wurde eine detaillierte Stellungnahme verfasst, und eine Mantelnote vorangestellt, in der sie ihre grundsätzliche Bewertung der Dokumente darstellten.
In der Mantelnote nahmen die Ministerpräsidenten die in den Frankfurter Dokumenten erteilte Ermächtigung an. Sie begrüßten, „daß die [westlichen] Besatzungsmächte entschlossen sind, die ihrer Jurisdiktion unterstehenden Gebietsteile Deutschland zu einem einheitlichen Gebiet zusammenzufassen, dem von der Bevölkerung selbst eine kraftvolle Organisation gegeben werden soll“. Eine Erweiterung der deutschen Kompetenzen innerhalb der drei Zonen gegenüber denen des Vereinigten Wirtschaftsgebietes schien den Regierungschefs wünschenswert.
Sie nahmen mit Genugtuung von der Absicht Kenntnis, „die Beziehungen zu den Besatzungsmächten auf eine klare Rechtsgrundlage zu stellen“. Sie hielten an der Vorstellung fest, die deutsche Nation wieder in einen gemeinsamen Staat aller Deutschen einzubringen. Allerdings sahen sie eine Vereinigung ganz Deutschlands unter den bestehenden Umständen für als einstweilen nicht realisierbar an. Die Alliierten hatten in den Frankfurter Dokumenten eine Verfassung gefordert, die eine föderalistische Regierungsform mit einer angemessenen zentralen Regierungsinstanz vorsahen. Das entsprach der Definition eines Bundesstaates, der auf die Westzonen beschränkt wäre. Die Ministerpräsidenten wollten aber nicht dazu beitragen, Deutschland in zwei Teile zu spalten. Für die Gründung eines Weststaates und damit für die Spaltung Deutschlands wollten sie keine Verantwortung übernehmen. Nicht ein Staat sollte gegründet werden, sondern ein „organisiertes Provisorium“ in der Form eines „administrativen Zweckverbandes“. Sie betonten, „daß, unbeschadet der Gewährung möglichst vollständiger Autonomie an die Bevölkerung dieses Gebietes alles vermieden werden müßte, was dem zu schaffenden Gebilde den Charakter eines Staates verleihen würde“.
Anders als die Westmächte vorgeschlagen hatten, sollte jedoch keine Verfassunggebende Versammlung, sondern ein von den Mitgliedern der Landtage und Bürgerschaften zu bestellender „Parlamentarischer Rat“ einberufen werden. Das ausgearbeitete Grundgesetz sollte von den Länderparlamenten ratifiziert werden. Zum gegenwärtigen Zeitpunkt könne es nur um ein Provisorium gehen, nicht um einen westdeutschen Staat, nicht um einen Nachfolgestaat des Deutschen Reiches. Statt auf Staatsgründung durch eine Verfassung ging der Vorschlag der Ministerpräsidenten also in Richtung auf ein Verwaltungs- und Organisationsstatut mit der Bezeichnung „Grundgesetz“. Als erstes sollte die Einheit der drei westlichen Zonen geschaffen werden. Ein Besatzungsstatut sollte von den Besatzungsmächten noch vor Beginn der Beratungen zum Grundgesetz als deren Grundlage erlassen werden. Darin sollte „deutlich“ zum Ausdruck gebracht werden, „daß auch die nunmehr geplanten organisatorischen Änderungen letztlich auf den Willen der Besatzungsmächte zurückgehen, woraus sich andere Konsequenzen ergeben müssen, als wenn sie ein Akt freier Selbstbestimmung des deutschen Volkes wären“. Schließlich empfahlen die Ministerpräsidenten, die Frage des Ruhrstatuts unabhängig vom Verfassungsstatut zu regeln.

## Folgen
Der amerikanische Militärgouverneur Lucius D. Clay reagierte verärgert über die sich abzeichnende Ablehnung. Am 14. Juli 1948 hielt er in Frankfurt den Ministerpräsidenten der amerikanischen Besatzungszone vor, sie hätten „eine goldene Chance verpasst“, denn nun seien die Frankfurter Dokumente außer Kraft gesetzt, er sei persönlich sehr enttäuscht. Seine Verärgerung rührte von der Befürchtung her, dass von Seiten der Sowjetunion nun behauptet werden könnte, die Deutschen selbst wünschten keine Gründung eines Weststaates. Diese sei aber angesichts der Bedrohung durch die Sowjetunion unumgänglich. Zudem befürchtete er, dass die deutschen Vorbehalte der französischen Regierung Anlass geben werde, die Weststaatslösung zu hintertreiben. In der Tat signalisierte der französische Militärgouverneur Pierre Kœnig den Ministerpräsidenten in seiner Zone, dass die Londoner Empfehlungen nicht das letzte Wort seien. Den beiden anderen Militärgouverneuren schlug er vor, es zunächst beim Erlass eines Besatzungsstatuts zu belassen. Im Lauf der Zeit werde man sehen, welche Aufgaben von den Deutschen übernommen werden könnten. Clay und sein britischer Kollege Brian Robertson hatten einige Schwierigkeiten, ihn dazu zu veranlassen, an den Londoner Vereinbarungen festzuhalten.
In der Folge kamen die Regierungschefs der Länder mit den drei Militärgouverneuren erneut zusammen. Auf der Niederwaldkonferenz bei Rüdesheim am Rhein und in Frankfurt am Main einigten sie sich bis zum 26. Juli 1948 auf die „Organisation der drei Zonen auf der Basis der Londoner Übereinkommen“. Nach einem Ultimatum Clays, sie hätten die Folgen für alle weiteren Verzögerungen zu tragen, willigten die Militärgouverneure schließlich ein, dass die elf Landtage der westlichen Länder Delegierte in einen Parlamentarischen Rat entsenden sollten. Eine vom Volk direkt gewählte, verfassungsgebende Versammlung war damit vom Tisch. Auch die Bezeichnung Grundgesetz statt Verfassung kam den Ministerpräsidenten in ihrem Wunsch entgegen, nur ein Provisorium zu errichten.

## Zweite Koblenzer Konferenz 1949
Nach der Verabschiedung des Grundgesetzes und den ersten Bundestagswahlen kamen die Ministerpräsidenten am 25. und 26. August 1949 noch einmal auf dem Rittersturz zusammen. Sie beschlossen die Einberufung von Bundestag und Bundesrat für den 7. September und die der Bundesversammlung für den 12. September 1949 in Bonn. Für den Bundesrat wurden Wahl und Stellung seines Präsidenten sowie Umfang und Aufgaben seines Sekretariats diskutiert und für die Bundesversammlung die Anzahl der von den einzelnen Ländern zu entsendenden Delegierten festgelegt. Damit trafen die Ministerpräsidenten die letzten im Zuge der Staatsgründung noch ausstehenden Entscheidungen. Als ihr Sprecher verlas der rheinland-pfälzische Ministerpräsident Altmeier eine Proklamation an das Deutsche Volk, in der betont wurde, dass diese Gründung nur ein Schritt auf dem schweren Weg zur Vereinigung ganz Deutschlands sein sollte.

## Denkmal

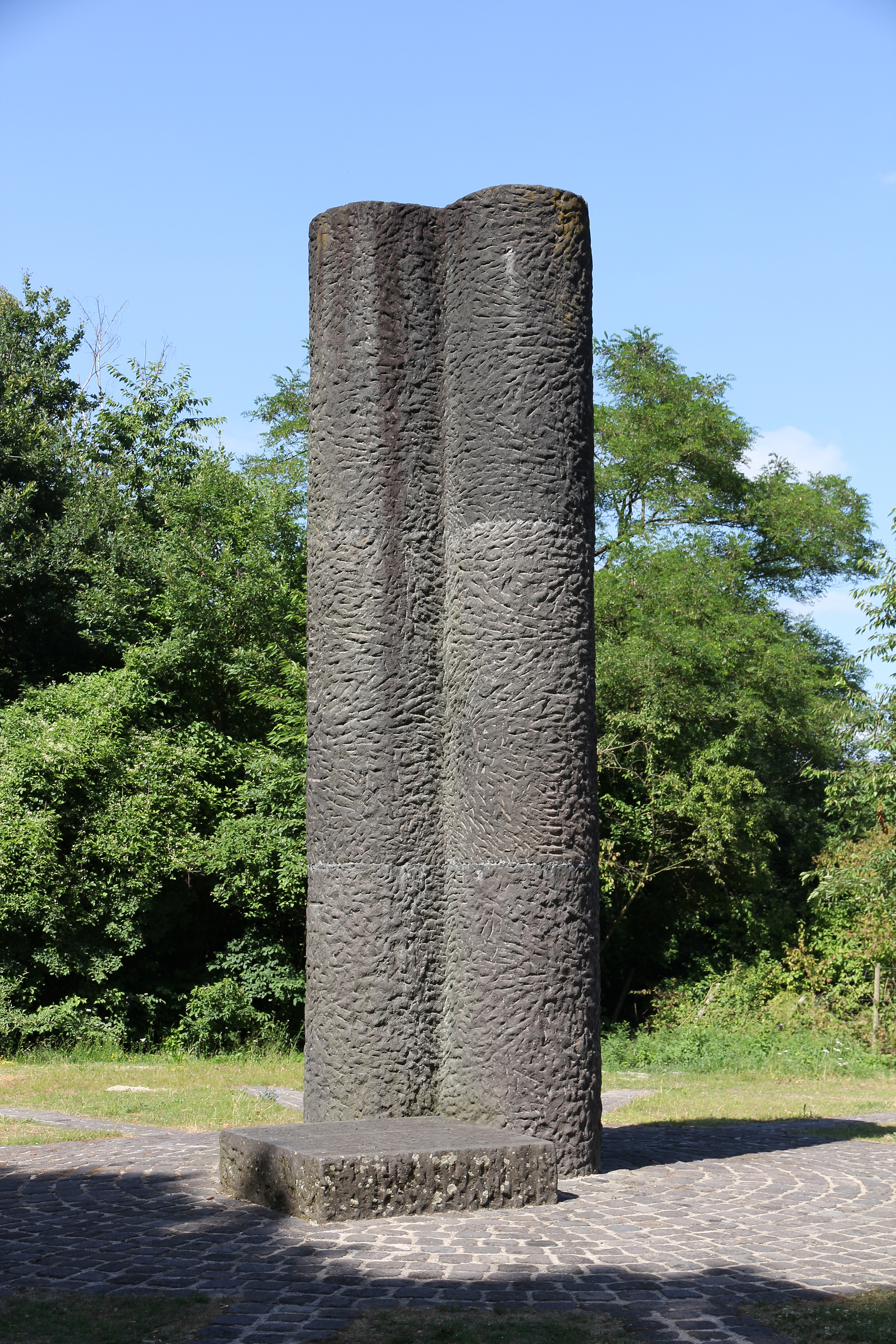
Denkmal an die Rittersturz-Konferenz, Aussichtspunkt Rittersturz in Koblenz

An der Fassade des Hotels und Ausflugslokals wurde später eine Bronzetafel zur Erinnerung an die Konferenz angebracht, die sich heute im Landeshauptarchiv Koblenz befindet. Anstelle des 1974 wegen Felssturzgefahr abgebrochenen Gebäudes erinnert am Aussichtspunkt Rittersturz heute ein Denkmal mit der Inschrift: Hier auf dem Rittersturz tagte am 8., 9.+10. Juli 1948 die Konferenz der deutschen Ministerpräsidenten. Aus ihren Beratungen führte der Weg über den Parlamentarischen Rat zur Annahme des Grundgesetzes und zur Bildung der Bundesrepublik Deutschland. Die 1978 eingeweihte dreigliedrige Stele des Bildhauers Rudi Scheuermann symbolisiert die drei Besatzungszonen. Ihre Neigung nach Osten verweist auf die fehlende vierte. Nach anderer Meinung soll die sechs Meter hohe Basaltsäule in ihrer Dreibündelung die Säulen des demokratischen Staatswesens darstellen: die Legislative, Exekutive und Judikative im gewaltenteiligen Verfassungsstaat.